# Sandro Tonali
Sandro Tonali (* 8. Mai 2000 in Lodi) ist ein italienischer Fußballspieler. Der Mittelfeldspieler steht bei Newcastle United unter Vertrag und ist Nationalspieler.

## Karriere

### Vereine

#### Brescia Calcio
Nachdem er in der U17 seines Vereins Brescia Calcio ansprechende Leistungen gezeigt hatte, rückte der erst 17-jährige Sandro Tonali zur Saison 2017/18 in die Profimannschaft des Zweitligisten auf. Dort debütierte er am 26. August 2017, als er bei der 2:1-Auswärtsniederlage gegen US Avellino in der zweiten Halbzeit eingewechselt wurde. Am 28. April 2018 erzielte er bei der 2:4-Auswärtsniederlage gegen US Salernitana sein erstes Tor im Profibereich. In der nächsten Spielzeit 2018/19 gelang Tonali mit seiner Mannschaft die Meisterschaft in der Serie B und damit der Aufstieg in die erstklassige Serie A. Tonali wurde für seine Leistungen in der Saison 2018/19 als bester Spieler Serie B ausgezeichnet. Trotz überzeugenden Leistungen von Tonali endete die darauffolgende Spielzeit 2019/20 für Brescia Calcio auf dem 19. Tabellenplatz und dem direkten Abstieg zurück in die zweitklassige Serie B. Tonali absolvierte dabei 35 Spiele in der Liga und erzielte am 26. Oktober 2019 bei der 3:1-Niederlage im Auswärtsspiel gegen den CFC Genua sein erstes Tor in der Serie A.

#### AC Mailand
Zur Saison 2020/21 wechselte Sandro Tonali auf Leihbasis mit Kaufoption zur AC Mailand. Sein Debüt für den Club, von dem Tonali seit seiner Kindheit Fan war, gab er am 21. September 2020 (1. Spieltag) beim 2:0-Heimsieg gegen den FC Bologna. Im Dezember 2020 wurde Tonali im Rahmen der Golden-Boy-Auszeichnung der italienischen Sportzeitung Tuttosport zum besten italienischen U21-Fußballer des Jahres 2020 ausgezeichnet. Im Juli 2021 wurde Tonali von der AC Mailand fest verpflichtet, der Mittelfeldspieler unterschrieb einen Vertrag mit Laufzeit bis Juni 2026, der im September 2022 vorzeitig bis 2027 verlängert wurde. Bei AC Mailand hatte sich Tonali zum Publikumsliebling entwickelt.

#### Newcastle United
Im Juli 2023 verkaufte AC Mailand Tonali gegen seinen Willen nach England an Newcastle United. Durch eine Ablösesumme die etwa 70 Millionen Euro betrug, wurde Tonali zum teuersten Italiener in der Geschichte des Fußballs. Tonali gab sein Debüt am 1. Spieltag der Premier League 2023/24 und schoss dabei sein erstes Tor in der englischen Erstspielklasse.

### Sperre wegen Sportwetten
Im Oktober 2023 ermittelte die italienische Staatsanwaltschaft gegen Nicolò Fagioli, Sandro Tonali und Nicolò Zaniolo wegen des Verdachts auf unerlaubte Sportwetten. In Italien ist es Fußballspielern verboten, auf Spiele zu wetten. Tonali und Zaniolo wurden noch im Trainingslager der italienischen Nationalmannschaft von der Polizei verhört, ihre Handys beschlagnahmt und beide von der Mannschaft suspendiert. Kurz zuvor hatte Tonali seinem privaten Umfeld gestanden, wettsüchtig zu sein. Fagioli gab gegenüber der Staatsanwaltschaft an, dass Tonali ihm half, eine illegale Wett-App auf seinem Smartphone zu installieren. Tonali hat angegeben, zugunsten einer Strafreduzierung mit der Staatsanwaltschaft kooperieren zu wollen und sich an einer Kampagne zur Abschreckung von und Aufklärung zu Spielsucht zu beteiligen. Noch im Oktober wurde Tonali zu einer Sperre von 10 Monaten verurteilt.

### Nationalmannschaft
Er nahm mit der italienischen U19-Auswahl an der U-19-Fußball-Europameisterschaft 2018 in Finnland teil, bei der Italien im Finale an Portugal scheiterte. Im Juli 2019 war er für die U21 bei der U21-Europameisterschaft 2019 im Einsatz.
Am 15. Oktober 2019 debütierte er beim 5:0-Heimsieg gegen Liechtenstein in der Qualifikation zur Europameisterschaft 2020 für die A-Auswahl, als er in der 74. Spielminute für Federico Bernardeschi eingewechselt wurde.

## Spielweise
Sandro Tonali erfüllt auf dem Spielfeld die Aufgabe des Spielmachers. Er ist der kreative Kopf des Mittelfelds, welcher Angriffe einleitet und Spielzüge steuert. Tonali zeigt bereits in seinem jungen Alter, dass er dieser Rolle gewachsen ist und wird deshalb bereits von diversen italienischen Spitzenvereinen beobachtet. Er wird häufig mit dem ehemaligen italienischen Nationalspieler und Weltmeister Andrea Pirlo verglichen. Pirlo stammt wie Tonali aus der Jugend von Brescia Calcio und bekleidete selbst jahrzehntelang die Rolle des regista. Außerdem ähneln sich Statur, Aussehen und Ausstrahlung am Spielfeld der beiden sehr stark. Tonali wird in Italien bereits als der Nachfolger Pirlos genannt.

## Erfolge

### Verein
Brescia Calcio
- Zweitligameister und Aufstieg in die Serie A: 2018/19

AC Mailand
- Italienischer Meister: 2021/22

Newcastle United
- League-Cup-Sieger: 2025

### Individuelle Auszeichnungen
- Aufnahme in die Mannschaft des Turniers der U19-Europameisterschaft 2018
- Bester Spieler der Serie B: 2017/18, 2018/19
- Bester U21-Fußballer Italiens (Italian Golden Boy): 2020
- Premio Bulgarelli Number 8: 2021/22
- Spieler des Monats der Serie A: Mai 2022